# Tranche-caillé

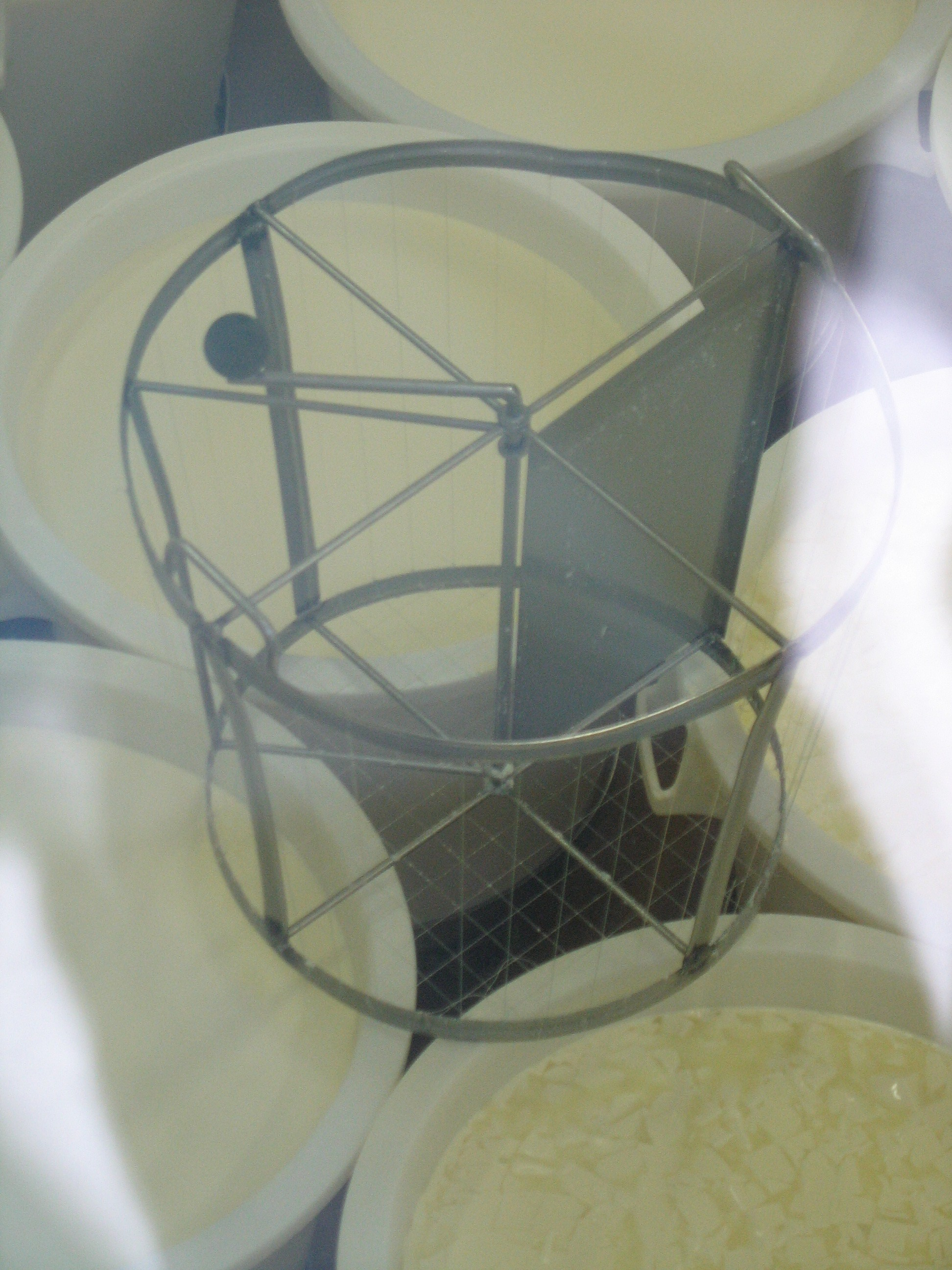
Un tranche-caillé circulaire à fils disposés en « raquette » et fils verticaux parallèles sur ses cuves de caillage

Le tranche-caillé, parfois appelé brise-caillé, lyre, harpe ou découpoir, est un outil à usage manuel ou mécanique, destiné à découper le caillé à même la cuve de caillage afin de favoriser son égouttage, pendant la deuxième étape de fabrication des fromages à pâte de type persillée, filée ou pressée, ainsi que de certains fromages à pâte molle. Le tranche-caillé prend des formes diverses et fait appel à des savoir-faire de mise en œuvre variés selon le type de cuve de caillage au sein duquel il opère et le degré d'égouttage et de raffermissement du fromage recherchés.

## Principes d'utilisation

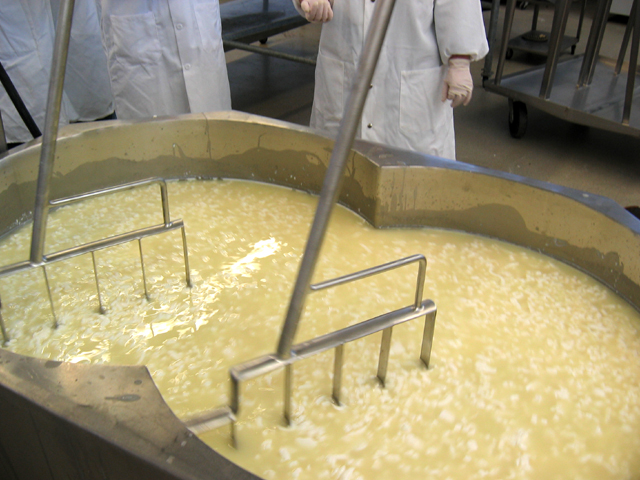
Tranche-caillé à lames pour la fabrication du cheddar

L'égouttage du caillé a pour but la séparation des composés solides du lait qui seront ultérieurement soumis à l'affinage, de la majorité de l'eau qu'il contient sous forme de lactosérum. Il s'agit d'une phase essentielle de la fabrication du fromage, conditionnant sa composition et son devenir pendant l'affinage. L'égouttage spontané du caillé, recherché pour la fabrication des fromages à pâte fraîche et de certains fromages à pâte molle, est pour sa part lent, ne permet pas d'obtenir les teneurs élevées en matière sèche nécessaires à la fabrication des fromages à maturation lente et à longue durée de conservation, et procure une déshydratation disparate pour les fromages de grande dimension. 
Le découpage du caillé à l'aide d'un tranche-caillé (ou décaillage) a pour but d'accélérer, d'intensifier et de régulariser le processus naturel de déshydratation, en augmentant la part des surfaces solides soumises à l'exsudation du lactosérum. La dimension des éléments découpés intervient de manière déterminante sur la quantité de matière sèche du futur fromage (plus la taille des éléments est petite, plus les taux de matière sèche sont grands), de même que les conditions de tranchage (moment de la réalisation du tranchage par rapport à la formation du caillé), que la qualité et la nature des outils, ou que la vitesse de tranchage et d'agitation du caillé (ces facteurs intervenant notamment sur la perte en éléments solides dans le lactosérum et donc sur les rendements fromagers). Parallèlement au découpage du caillé, la recherche pour certains fromages de taux de matière sèche encore plus élevés, conduit dans ce cas à accentuer l'extraction du lactosérum par pressage, par brassage et/ou chauffage, voire par un second pressage.

## Les types de tranche-caillé

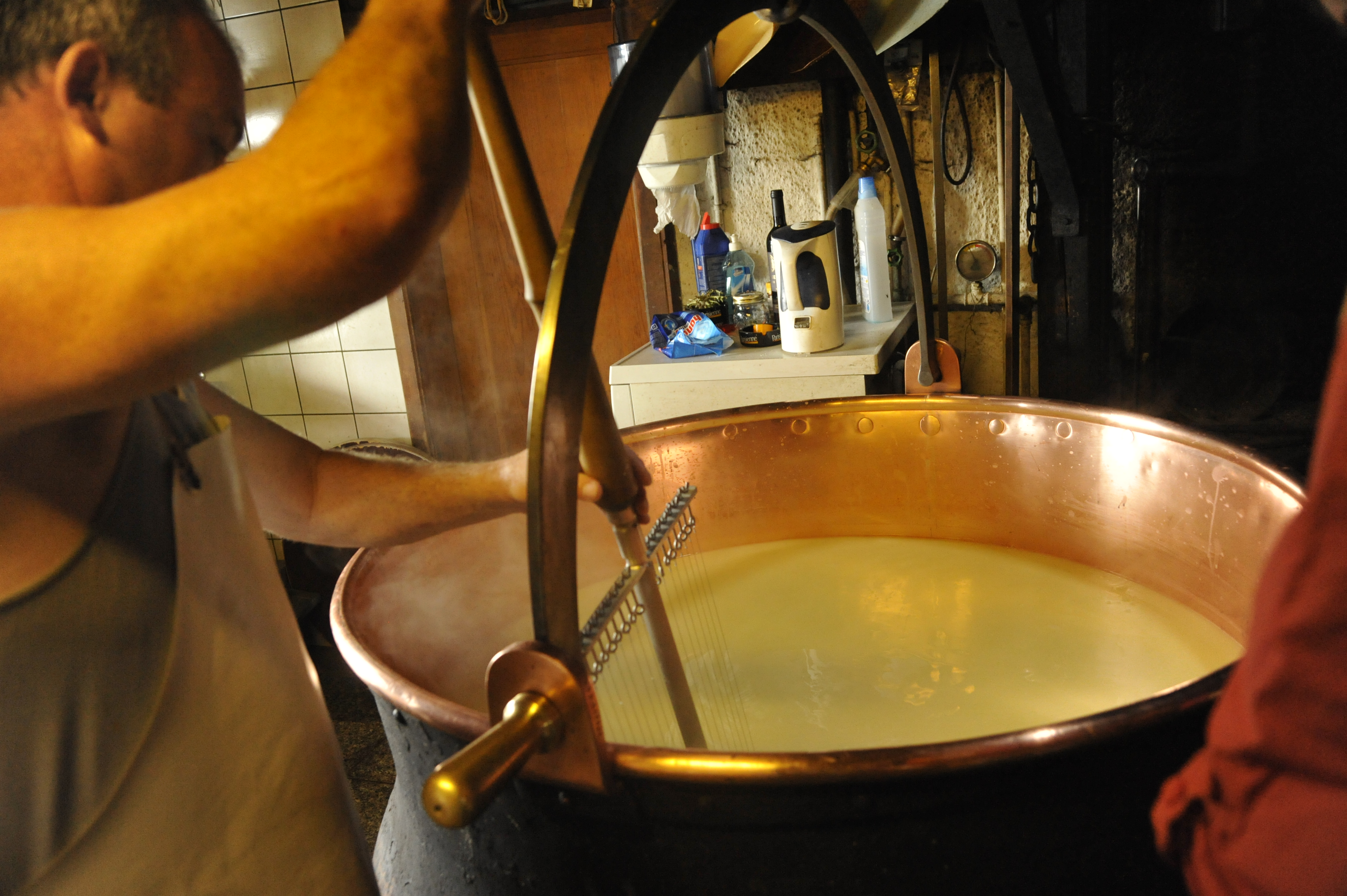
Un tranche-caillé à fils disposés en « lyre » pour la fabrication du gruyère d'alpage

Un tranche-caillé répond à plusieurs impératifs :
- il peut être de forme rectangulaire ou circulaire en fonction de la forme de la cuve de caillage au sein duquel il opère : lors d'une utilisation du tranche-caillé selon un mouvement vertical, la géométrie du tranche-caillé est adaptée à la forme des parois de la cuve de caillage, circulaire ou rectangulaire en fonction des modèles de cuve. Lorsque le découpage du caillé s'effectue selon un mouvement horizontal dans une cuve à parois circulaires, la géométrie du tranche-caillé est en revanche rectangulaire et donc indépendante de celle des parois de la cuve.
- il est adapté à la profondeur de la cuve de caillage : la longueur du tranche-caillé est nécessairement supérieure à la profondeur de la cuve de caillage. Dans le cas d'une utilisation manuelle dans des cuves de grande dimension, le tranche-caillé est muni d'un manche dont la longueur permet d'atteindre la fond de la cuve.
- la fonction de découpe : les parties directement affectées à la découpe des tranche-caillé utilisés actuellement sont composées de fils tendus parallèlement, généralement en acier inoxydable ou en polypropylène, ou bien encore de lames (ou « couteaux ») parallèles, en acier inoxydable. L'intervalle entre les fils ou les lames dépend de la plus ou moins grande dimension recherchée pour les éléments de caillé découpé (en général entre 0,5 et 10 cm). On distingue des tranche-caillé à fils croisés perpendiculairement (type « raquette »), ou à simples fils parallèles (parfois nommés « lyres » ou « harpes », en raison de la certaine similitude de forme avec ces instruments de musique), les tranche-caillé à lames prenant pour leur part une forme en « rateau ». Certains tranche-caillé cumulent plusieurs de ces dispositifs de découpe.

## Aspects historiques
Les « tranche-caillé  » traditionnels étaient autrefois uniquement d'usage manuel. Pendant la première partie du XIXe siècle, deux types étaient affectés au découpage du caillé : 
- des outils exclusivement en bois, sous forme de simples branches le long desquelles étaient conservées des ramifications, de bâtons garnis de rameaux diversement contournés ou de chevilles, ou encore à l'extrémité duquel était emmanchée une rondelle percée. Ces outils étaient regroupés sous le terme générique « brassoir » ou « moussoir »[Note 1], en raison de leur deuxième fonction, consistant à brasser le caillé, ou à rassembler les éléments de caillé une fois leur division terminée[3],[Note 2].
- des couteaux à longue lame en bois ou à manche en bois portant plusieurs longues lames métalliques parallèles, regroupés sous le terme « couteaux à fromage », exclusivement dédiés à la découpe du caillé[4],[Note 3].

Pour de nombreux fromages, la division du caillé était cependant effectuée à cette époque en totalité ou en partie directement à la main. C'était par exemple le cas en France pour le brie, le « fromage du mont Cenis » et le roquefort, en Hollande pour l'edam, ou en Angleterre pour les fromages de « Norfolk» ou de « Wiltshire ». Dans certains cas, il était également fait usage d'une spatule en bois (livarot) ou d'une « sébille » en bois (edam), dans d'autres, en complément du découpage à la main, d'un « bol » ou « écuelle » en bois (brie, fromage de Norfolk).   
Le terme tranche-caillé ne semblait pas usité, et les moussoirs ou brassoirs prenaient pour leur part des noms locaux très divers en fonction des types de fromages auxquels ils étaient affectés, ainsi que de la région de fabrication de ces derniers, par exemple :
- frenhal, frenhau ou menòla pour la fabrication du cantal en haute-Auvergne[7];
- menòla (parfois sous sa graphie francisée « menole ») pour le laguiole en Aubrac[8],[9] ;
- menôve pour le saint-nectaire en Auvergne[10] ;
- battoutero pour la tomme d'alpage en Haut Pays niçois[11] ;
- rumpula ou rumpulaghu (en bois de buis ou de bruyère) et ramu (rameau de myrte écorcé) pour le sartinesu et rumpula pour le venacu, fromages de Corse (outils encore en usage sous ces noms actuellement)[12],[13] ;
- rotella pour le parmesan en Émilie-Romagne (Italie)[14] ;
- spino manuale pour le « fromage d'alpage bellunese » dans les dolomites italiennes[15]
- débattou en Chartreuse, à l'alpage du Charmant Som[16].